# Mopane

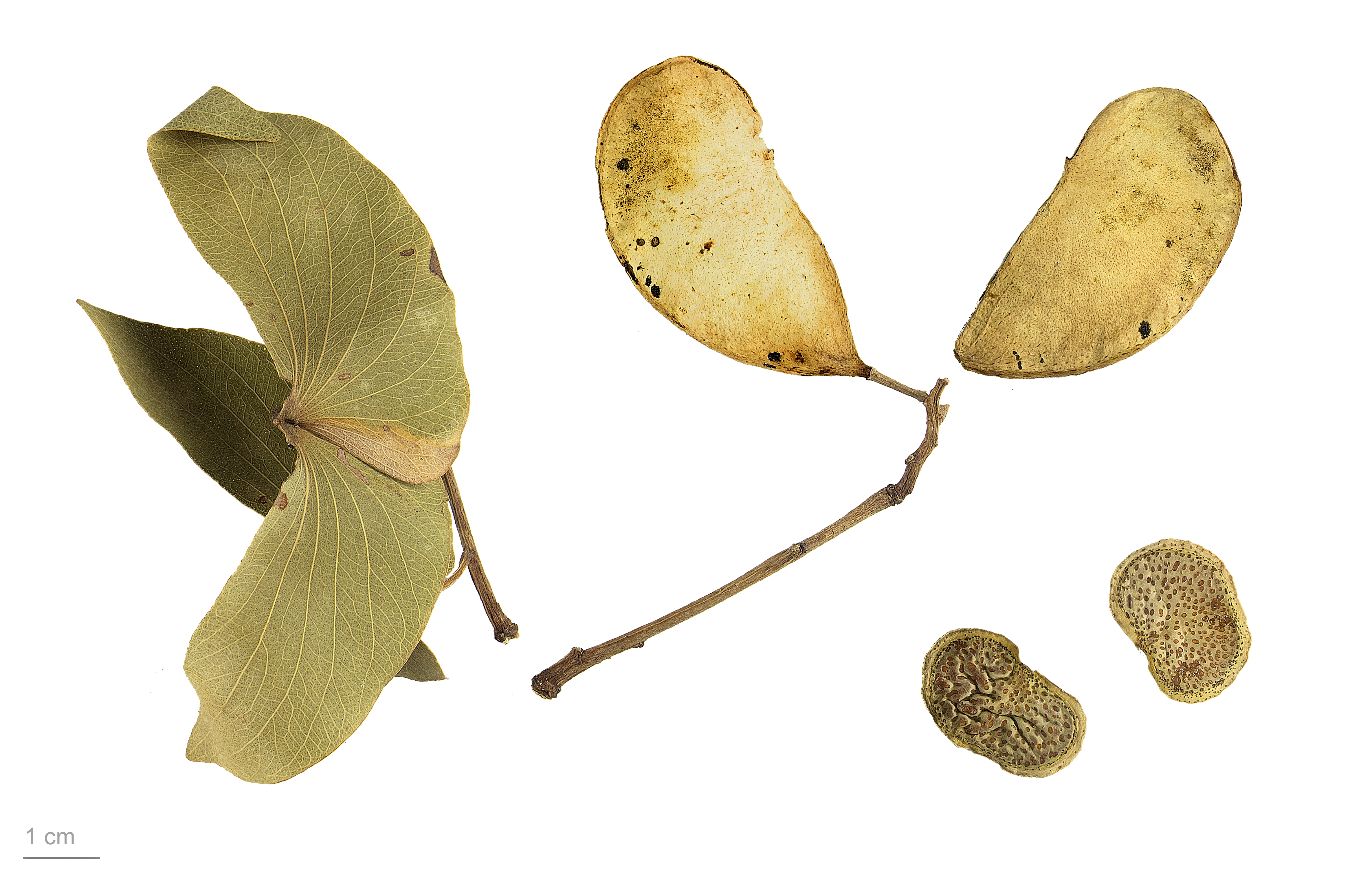
Colophospermum mopane

Mopane (Colophospermum mopane) är ett medelstort träd vanligt förekommande i södra Afrika. Arten beskrevs först av George Bentham och den fick sitt nu gällande namn av Emery Clarence Leonard. Mopane är ensam i släktet Colophospermum som ingår i familjen ärtväxter. Inga underarter finns listade i Catalogue of Life.
I full storlek är det mellan 4 och 10 meter högt men kan ibland bli betydligt större. Mopane växer i varma och torra områden. Det är mycket resistent mot dåliga och framförallt salta jordar och av den anledningen blir det ofta helt dominerande i sådana områden, så dominerande att man ofta pratar om "mopane woodlands" och mopane shrublands" om dessa områden. Mopane är vanligt förekommande i stora delar av Sydafrika, Namibia, Botswana och Zimbabwe.